# Thijmen Kupers
Thijmen Kupers (né le 4 octobre 1991 à Lengel) est un athlète néerlandais, spécialiste du demi-fond.

## Palmarès
| Date | Compétition                       | Lieu      | Résultat | Épreuve | Temps         |
| ---- | --------------------------------- | --------- | -------- | ------- | ------------- |
| 2014 | Championnats du monde en salle    | Sopot     | 5e       | 800 m   | 1 min 47 s 74 |
| 2015 | Championnats d'Europe en salle    | Prague    | 3e       | 800 m   | 1 min 47 s 25 |
| 2015 | Championnats d'Europe par équipes | Heraklion | 3e       | 800 m   | 1 min 48 s 90 |
| 2016 | Championnats d'Europe             | Amsterdam | 6e       | 800 m   | 1 min 46 s 67 |
| 2017 | Championnats d'Europe en salle    | Belgrade  | 5e       | 800 m   | 1 min 50 s 47 |
| 2017 | Championnats d'Europe par équipes | Lille     | 1er      | 800 m   | 1 min 47 s 18 |

## Records
| Épreuve | Épreuve   | Performance   | Lieu      | Date            |
| ------- | --------- | ------------- | --------- | --------------- |
| 800 m   | Plein air | 1 min 44 s 99 | Hengelo   | 11 juin 2017    |
| 800 m   | En salle  | 1 min 46 s 21 | Apeldoorn | 28 février 2016 |